# سیارک ۴۸۶۷
سیارک ۴۸۶۷ (به انگلیسی: 4867 Polites، نامگذاری:1989SZ) چهار هزار و هشتصد و شصت و هفتمین سیارک کشف شده‌است که در ۲۷ سپتامبر ۱۹۸۹ کشف شد.
قدر مطلق سیارک برابر ۹٫۴۰ است.